# Titus Oates
Titus Oates (15 de septiembre de 1649 – 12 y 13 de julio de 1705) fue un sacerdote inglés implicado en la invención del "complot papista", una supuesta conspiración católica para matar Carlos II .

## Primeros años de vida
Titus Oates nació en Oakham en Rutland. Procedía de una familia de tejedores de cintas de Norwich, y su padre, Samuel, era un graduado del Corpus Christi College de Cambridge, que alternaba entre la Iglesia de Inglaterra (en algún momento llegó a ser rector de Marsham, Norfolk) y los Bautistas; se hizo bautista durante la Guerra Civil Inglesa, : 5 se reincorporó a la iglesia anglicana durante la Restauración y fue rector de la Iglesia de Todos los Santos en Hastings (1666-1674). : 3 
Oates se educó en la escuela Merchant Taylors y en otras escuelas. En la Universidad de Cambridge, ingresó el Gonville and Caius College en 1667, pero pasó al St John's College en 1669; año en que abandonó los estudios sin llegar a obtener un título. Mal estudiante, era considerado "un gran tonto" por su tutor, aunque tenía buena memoria.: 5  En Cambridge, se ganó una reputación por su homosexualidad y su "manera fanática hipócrita".
Mintiendo sobre su título, consiguió una licencia para predicar del obispo de Londres. El 29 de mayo de 1670 fue ordenado sacerdote de la Iglesia de Inglaterra y en 1673-1674 fue nombrado vicario de la parroquia de Bobbing en Kent, y coadjutor de su padre en Hastings. Durante este tiempo, Oates acusó a un maestro de escuela en Hastings de sodomía con la esperanza de conseguir el puesto de maestro. Sin embargo, se demostró que la acusación era falsa y el propio Oates fue acusado de perjurio, pero escapó de la cárcel y huyó a Londres. En 1675 fue nombrado capellán del barco HMS Adventure en la Royal Navy . : 54–55 Oates visitó la Tánger inglesa con su barco, pero fue acusado de sodomía, que era delito capital, y perdonado sólo por su condición de clérigo. : 54–55 Fue despedido de la Marina en 1676.
En agosto de 1676, Oates fue arrestado en Londres y regresó a Hastings para ser juzgado por los cargos de perjurio que tenía pendientes, pero escapó nuevamente y regresó a Londres. Con la ayuda del actor Matthew Medbourne se unió al séquito de Henry Howard, séptimo duque de Norfolk, como capellán anglicano de los miembros de la casa de Howard que eran protestantes. Aunque Oates era admirado por su predicación, pronto perdió este puesto.
El Miércoles de Ceniza de 1677, Oates fue recibido en la Iglesia Católica. Curiosamente, al mismo tiempo aceptó ser coautor de una serie de panfletos anticatólicos con Israel Tonge, a quien había conocido a través de su padre Samuel.

## Contacto con los Jesuitas
Oates perteneció a la casas jesuitas de St Omer en Francia y el Real Colegio de San Albano en Valladolid en España . Fue admitido en el curso de formación sacerdotal en Valladolid gracias al apoyo de Richard Strange, provincial inglés, pese a carecer de conocimientos en latín  y luego afirmó, falsamente, que se había convertido en un Doctor en Divinidad. Enseguida se constató su desconocimiento del latín y pronto quedó en evidencia por su falta de preparación y sus ataques a la monarquía británica. Thomas Whitbread, el nuevo provincial, adoptó una línea mucho más firme que la de Strange y, en junio de 1678 fue expulsado de Saint Omer.: 58 
A su regreso a Londres, reavivó su amistad con Israel Tonge. Oates afirmó que había fingido hacerse católico para conocer los secretos de los jesuitas y que, antes de partir, se había enterado de una reunión jesuita planeada en Londres.

## Fabricando el complot papista
Oates y Tonge escribieron un extenso manuscrito en el que acusaban a las autoridades de la Iglesia católica en Inglaterra de aprobar el asesinato de Carlos II, en el que los jesuitas serían los encargados de ejecutar la misión. En agosto de 1678, el químico Christopher Kirkby y más tarde Tonge advirtieron al rey Carlos de este supuesto complot contra su vida. Carlos no le dio mayor importancia, pero encargó a uno de sus ministros, Thomas Osborne, conde de Danby que hiciera las comprobaciones oportunas.

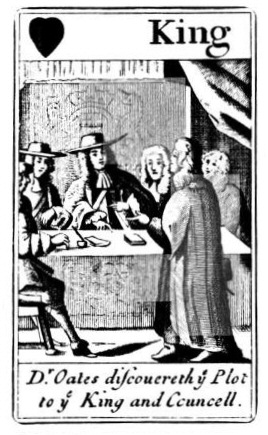
Oates le revela el complot al Rey; uno de un juego de naipes que representa la trama de Francis Barlow, c. 1679

El Consejo Privado del Rey interrogó a Oates. El 28 de septiembre, Oates formuló 43 acusaciones contra varios miembros de órdenes religiosas católicas —incluidos 541 jesuitas— y numerosos nobles católicos. Acusó a Sir George Wakeman, médico de la reina Catalina de Braganza, y a Edward Colman, secretario de María de Módena, duquesa de York, de planear el asesinato de Carlos.
Aunque Oates pudo haber seleccionado los nombres al azar, o con la ayuda del conde de Danby, se descubrió que Colman había mantenido correspondencia con un jesuita francés, el padre Ferrier, confesor de Luis XIV, lo que fue suficiente para condenarlo. Wakeman fue posteriormente absuelto. La seguridad de Oates en sus acusaciones y su magnífica memoria causaron una muy favorable impresión  en el Consejo.: 79 
Otros a quienes Oates acusó fueron William Fogarty, el arzobispo Peter Talbot de Dublín, el diputado Samuel Pepys y John Belasyse, primer barón Belasyse . Con la ayuda de Danby, la lista creció a 81 acusaciones. A Oates se le asignó un escuadrón de soldados y comenzó a reunir a los jesuitas, incluidos aquellos que lo habían ayudado en el pasado.
El 6 de septiembre de 1678, Oates y Tonge se acercaron a un magistrado anglicano, Sir Edmund Berry Godfrey, y juraron ante él una declaración de sus acusaciones. El 12 de octubre, Godfrey desapareció y cinco días después su cadáver fue encontrado en una zanja en Primrose Hill; lo habían estrangulado y atravesado con su propia espada. Oates aprovechó este incidente para lanzar una campaña pública contra los "papistas" y alegó que el asesinato de Godfrey había sido obra de los jesuitas.
El 24 de noviembre de 1678, Oates afirmó que la reina estaba trabajando con el médico del rey para envenenar al rey. Oates contó con el apoyo de William Bedloe, que estaba dispuesto a decir cualquier cosa por dinero. El Rey interrogó personalmente a Oates y lo sorprendió en una serie de inexactitudes y mentiras. En particular, Oates imprudentemente afirmó haber tenido una entrevista con el Regente de España, Don Juan, en Madrid, al que el rey conocía personalmente. La inexacta descripción de Oates hizo que el rey se diera cuenta de que Oates nunca había llegado a verle. El Rey ordenó su arresto pero se vio obligado a liberarlo poco después y concederle una pensión anual de 1200 libras ante la amenaza de una crisis constitucional.
Oates se convirtió en una celebridad. Pidió al Colegio de Armas que verificara su linaje y le elaborara un escudo de armas y posteriormente recibió las armas de una familia que se había extinguido. Surgieron rumores de que Oates se casaría con una hija del conde de Shaftesbury .
Tras casi tres años y de la ejecución de al menos 15 hombres inocentes, la opinión comenzó a volverse contra Oates. La última víctima del clima de sospecha fue Oliver Plunkett, arzobispo católico de Armagh, que fue ahorcado, arrastrado y descuartizado el 1 de julio de 1681. William Scroggs, presidente del Tribunal Supremo de Inglaterra y Gales, comenzó a declarar inocentes a más personas, como había hecho en el juicio de Wakeman, y se produjo una reacción violenta contra Oates y sus partidarios Whig .

## Consecuencias

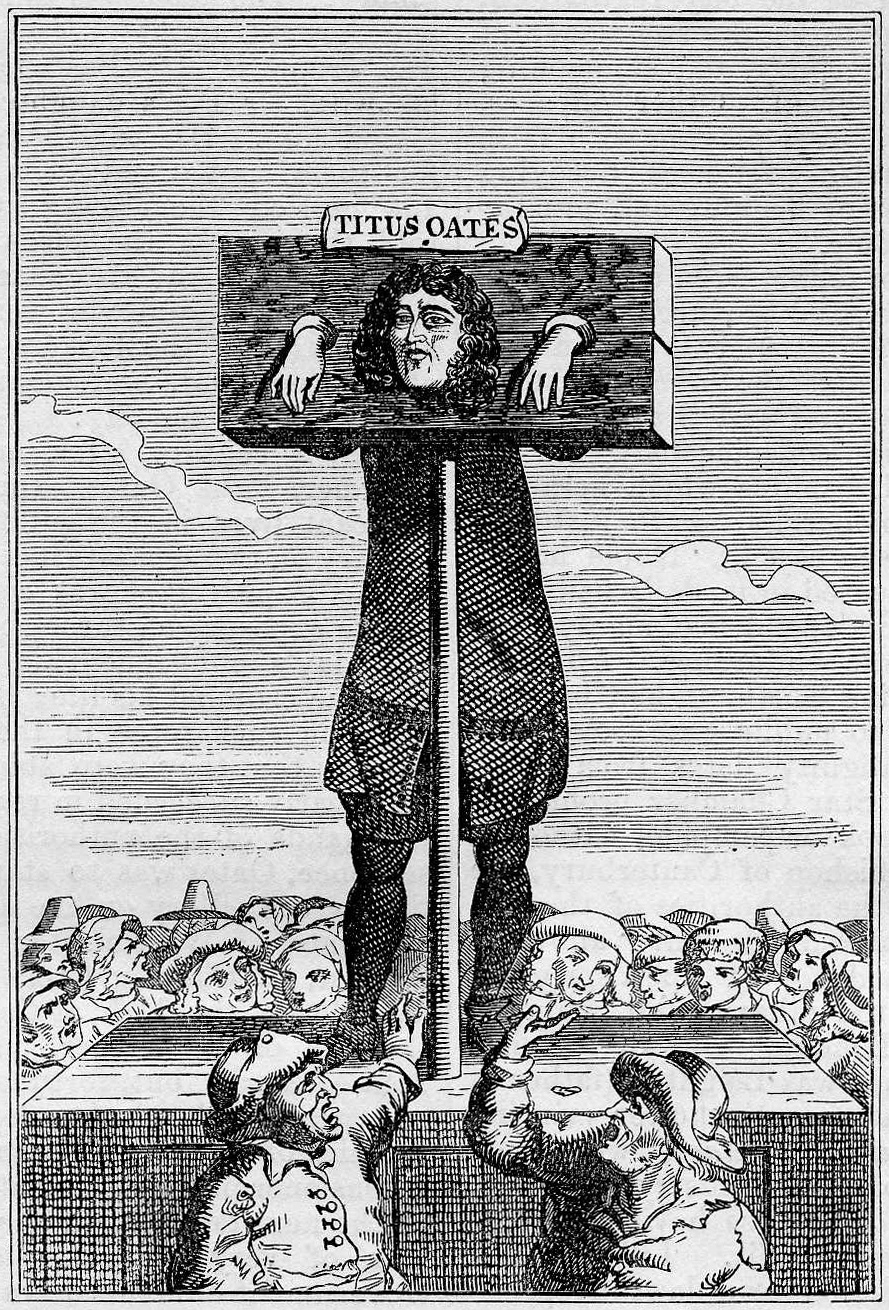
Grabado de un Titus Oates en la picota

El 31 de agosto de 1681, Oates fue obligado a abandonar sus apartamentos en Whitehall, pero no se inmutó e incluso denunció al Rey y a su hermano, el duque de York. Fue arrestado por sedición, sentenciado a una multa de 100.000 libras esterlinas y encarcelado.
Cuando el duque de York accedió al trono en 1685 como Jacobo II, Oates fue juzgado de nuevo, declarado culpable y sentenciado por perjurio, despojado de su vestimenta clerical, encarcelado de por vida y "azotado por las calles de Londres cinco días al año por el resto de su vida". Oates fue sacado de su celda con un sombrero con el texto "Titus Oates, condenado con pruebas completas de dos horribles perjurios" y puesto en la picota en la puerta de Westminster Hall (ahora New Palace Yard). Al día siguiente fue nuevamente atado a la picota en Londres y en los días siguientes fue azotado de Aldgate a Newgate y de Newgate a Tyburn.
El juez que presidió el juicio fue el juez Jeffreys, quien afirmó que Oates era una "vergüenza para la humanidad", pese a que él mismo había ayudado a condenar a personas inocentes basándose en las pruebas de Oates. Jeffreys reconoció que las pruebas admitidas en el segundo juicio por perjurio no habían sido creídas en un juicio anterior y lamentó que las pruebas recién presentadas no hubieran estado disponibles, particularmente en los juicios de Irlanda y de los cinco jesuitas, ya que "podrían haber ahorrado algo de sangre inocente". Las penas impuestas a Oates fueron tan severas que Thomas Babington Macaulay, entre otros, sugirió que el objetivo era matarlo mediante malos tratos.
Oates pasó los siguientes tres años en prisión. En 1689, tras la ascensión al trono de Guillermo de Orange y María, fue indultado y se le concedió una pensión de 260 libras esterlinas al año, pero su reputación no se recuperó. Oates murió el 12 o 13 de julio de 1705, siendo para entonces una figura oscura y en gran parte olvidada.

## En la cultura popular
Francis Barlow hizo una tira cómica sobre la trama papista y Oates en c.1682 denominada A True Narrative of the Horrid Hellish Popish Plot, que generalmente se considera el ejemplo más antiguo de una tira cómica con globos firmada.
Oates fue interpretado por Nicholas Smith en la serie de televisión de la BBC de 1969 The First Churchills. En Carlos II: El poder y la pasión (2003), Eddie Marsan interpretó a Oates.